# Andronic al II-lea Paleologul
Andronic al II-lea Paleologul (Ἀνδρόνικος Β’ Παλαιολόγος, n. 25 martie 1259, İznik, Imperiul Roman de Răsărit – d. 13 februarie 1332, Constantinopol, Imperiul Roman de Răsărit) a fost împărat bizantin din 1282 până în 1328. El a fost primul fiu al regelui Mihail al VIII-lea.

## Poziția față de Biserică
Andronic al II-lea Paleologul nu numai că n-a reușit să oprească prăbușirea Imperiului, ci mai curând, dimpotrivă - contemporanilor li se părea că în timpul domniei acestui suveran, bun la inimă și plin de compasiune, dar slab, se întorseseră vremurile Angelilor.
În primii ani ai domniei lui Andronic II, presiunea dușmanilor asupra Bizanțului a slăbit. În această perioadă, relativ liniștită, basileul s-a apucat de treburile bisericii. El a proclamat , în mod solemn, dezicerea de unie, cathedra patriarhală, după depunerea lui Ioan XI Bekkos, a fost din nou ocupată de Iosif I. Însă lupta dintre partidele bisericești-iosifenii, adepții patriarhului, și arseniții, cei care nu puteau da uitării depunerea lui Arsenios (mort de multă vreme) și îl acuzau pe Iosif de uzurparea puterii-continua să frământe societatea. Pentru concilierea clericilor neastâmpărați a trebuit să fie convocat un sinod special la Adramyttion.
La drept vorbind, lui Andronic II nu-i mergea la patriarhi, care, în timpul domniei lui, s-au schimbat de 10 ori (luându-i în considerație și pe cei întronați de 2 ori)-un număr record. După moartea lui Iosif, survenită în curând, scaunul a fost ocupat de Grigore II din Cipru (1283-1289). Bekkos,destituit, a pornit o campanie de propagandă împotriva noului cap al bisericii. Întrucât Ioan era mult mai cultivat decât Grigore, el a izbutit să-l învinuiască pe hulpavul chit, ridicat de la țărmurile Ciprului de ignoranță și acesta, de rușine, a părăsit cathedra. Noul Patriarh, Athanasios I (1289-1293 și 1303-1309), s-a dovedit a fi excesiv de sever. El i-a trimis în eparhiile lor pe toți episcopii de provincie, care se delectau cu plăcerile vieții din capitală, a cerut ca locurile de distracție preferate ale mulțimii-cârciumile și băile-să fie închise duminica și în zilele de sărbătoare. Afară de aceasta, Athanasios nu știa să închidă ochii la realitățile comportamentului lipsit de evlavie al aristocrației din capitală și împărțea, în dreapta și în stânga, canoane severe. Într-un acces de furie, el a scris chiar un act privind excomunicarea tuturor locuitorilor Bizanțului pentru desfrâu-acest înscris a fost găsit, întâmplător, mai târziu, într-o ascunzătoare din catedrala Sfânta Sofia. În cele din urmă, între curte și patriarh a izbucnit un conflict și cap al bisericii din Constantinopol a devenit, în 1294, preotul semianalfabet Ioan XII Kosmas. În anul 1303, acest patriarh puțin însemnat a murit, iar în scaunul patriarhiei s-a întors, până în 1309, Athanasios, care nu-și schimbase convingerile. Total opus acestuia s-a dovedit a fi Niphon (1310-1314), un om nu numai absolut incult (nu era în stare să scrie cu mâna sa nici măcar literele alfabetului), ci, pe deasupra, și lacom, afemeiat și un mare bețivan. Basileul și-a pierdut răbdarea, când i s-a adus la cunoștință că patriarhul fură avutul bisericii-împins de lăcomia-i nepotolită, ierarhul suprem al ortodoxiei scotea de la icoane ferecăturile prețioase și le vindea. Pentru astfel de năzdrăvănii, Niphon a fost alungat în mod rușinos, însă succesorul lui, Ioan XIII Glykys, un om cult, instruit și liniștit (care fusese, mai înainte, logothet al dromului), a murit doar peste patru ani; Gerasimos I (1318-1321), pe jumătate surd de bătrânețe și Isaia (1323-1332) s-au distins numai prin intrigile lor în favoarea dușmanilor împăratului.
Andronic II găsea mai multă plăcere în îndeletnicirile cu literatura și cu muzica, decât în tunetul bătăliilor, iar cele mai înalte funcții în stat erau ocupate, în timpul domniei lui, de persoane civile prin excelență-de pildă, astronomul și fizicianul Nikephor Chumnos și filozoful Theodor Metochites. De treburile armatei se ocupa războinicul fiu și asociat la domnie al autocratorului, Mihail al IX-lea Paleologul. Contemporanii menționau frumusețea fizică, aerul maiestuos și capacitățile neîndoielnice ale lui Andronic II. El ocrotea științele, a deschis la Constantinopol Școala împărătească-un fel de universitate; la curtea lui, oamenii culți se bucurau de stimă.

## Încercarea de a organiza o nouă cruciadă
Între 1288-1296 se desfășoară tratative între Andronic II și papalitate pentru căsătoria fiului său, Mihail cu Chaterine de Courtnay, nepoata lui Balduin II, ex-împăratul Constantinopolului (mort în 1273), și moștenitoarea drepturilor acestuia asupra Romaniei, pentru a lichida în acest mod conflictul dintre cele două dinastii; eșecul proiectului și căsătoria nepoatei lui Balduin cu Carol de Valois, fratele regelui Franței, Filip al IV-lea cel Frumos (1301) au reactivat proiectele de cruciadă antibizantină în Occident. Ca urmare a acestor evenimente la începutul secolului XIV, Imperiul și-a mai dobândit un dușman de temut în Occident-regele Franței, Filip al IV-lea al Franței. Monarhul francez își propusese să organizeze o nouă cruciadă împotriva Bizanțului dar salvarea Bizanțului s-a datorat poate planurile prost organizate împotriva schismaticilor greci. Regele francez a reușit însă să-l determinându l pe papa Clement V, supus voinței regelui, să-l excomunice pe Andronic, în 1307.
Vechile planuri bizantine nu erau uitate în Occident și trebuia doar găsit instrumentul care să servească la realizarea lor. Aceste planuri găseau ajutor în principal în Franța, așa cum am mai spus, și în regatul Neapolelui; cei mai activi erau Philip de Tarent, fiul regelui Neapolelui Carol al II-lea și Carol de Valois. Eforturile celor doi prinți nu erau decât un slab ecou al grandioasei politici de cucerire a lui Carol de Anjou și doar neputința Imperiului bizantin putea să ofere motive de îngrijorare. Philip de Tarent, căruia Carol al II-lea îi transmisese în 1294 drepturile și teritoriile casei de Anjou, administra moștenirea angevină a Epirului și revendica în numele regelui Neapolelui suzeranitatea asupra principatelor france din Grecia și chiar din Thessaalia. El își asigura posesiuni epirote prin căsătoria cu Thamar, fiica despotului Nikepfor și în 1295, epiroții îi vor ceda și orașele din Etolia.
Puterea statelor grecești separatiste scădea mai rapid decât cea a Imperiului bizantin. Se adăuga și o puternică tensiune între Epir și Thessalia, care se traducea prin întâlniri armate repetate. În aceste circumstanțe, Bizanțul reușea să intervină cu succes din anul 1290: armata bizantină traversa Thessalia, intra în teritoriul epirot și-și așeza tabăra în fața Janinei. Pentru puțină vreme, imperiul reapărea în Adriatica, căci Dyrrachion cădea în mâinile Bizantinilor acesta fiind și ultimul succes militar al bizantinilor sub conducere lui Andronic cel Bătrân.
Ajutorul lui Philip de Tarent costa despotatul de Epir o parte din teritoriul său, fără a reuși să consolideze situația (nefăcând decât să înrăutățească relația cu Thessalia), unde pretențiile lui Philip la suzeranitate provocau o mare nemulțumire. În anul 1295, fiii sebastocratorului Ioan atacau despotatul, epiroții apelând la împăratul bizantin. Evoluția statelor separatiste grecești părea a lua o turnură favorabilă pentru Bizanț, în 1296 murind despotul Nikephor al Epirului și vechiul inamic al Bizanțului, sebastocratorul Ioan de Thessalia, in urma cărora prințesa bizantină Anna, o nepoată a lui Mihail al VIII-lea, prelua regența în Epir în numele fiulii său minor Thomas (partida favorabilă bizantinilor ajungând la putere). 
Serbia intervenea cu o flotă superioară și cucerea Dyrrachionul. Avansarea sârbească în sudul bizantin intra în faza sa decisivă. Începând din momentul în care regele sârbilor, Milutin (1282-1321) cucerea orașul Skoplije de la bizantini în primul an de domnie, atacurile sârbești nu se vor mai opri în Macedonia. În 1297, Bizanțul lansa un contraatac condus de Mihail Glabas, cel mai bun general al imperiului, dar fără rezultat: vechiul imperiu nu mai putea să rivalizeze pe plan militar cu forțele tânărului stat slav. Marea nobilime sârbă trăgea principalul profit din cucerirea noilor teritorii bizantine, ea fiind o mare animatoare a războaielor contra Bizanțului. După lungi negocieri dure cu curtea sârbească de către plenipotențiarul imperial, Theodor Metochites, pacea era semnată în primăvara anului 1299 și Milutin celebra căsătoria cu Eudochia, sora lui Andronic II.

## Luptele dintre Veneția și Genova
Slăbiciunea poziției bizantine în Balcani era comandată în interior de epuizarea militară și financiară a imperiului, iar în exterior, de redutabilele evenimente din Asia Mică și de războiul veneto genovez ce s-a desfășurat în perioada dintre 1294-1299. În cadrul acestui conflict, Andronic face greșeala politică de a-i sprijini pe genovezi. Dacă Veneția stăpânea partea meridională a Mării Egee, Genova își crease o poziție extraordinar de puternică în Nordul Arhipelagului și în Marea Marmara, ca și în Marea Neagră (și din Galata controla comunicațiile din Mediterana cu Marea Neagră și țările din jur). Avântul puterii genoveze făcea și mai acerbă vechea rivalitate între venețieni și genovezi, iar un război izbucnit în anul 1294 între cele două republici maritime, în care era antrenat și imperiul. Cum împăratul adăpostea în capitala sa pe genovezii atacați la Galata, venețienii vor trece la represalii în suburbiile Constantinopolului; bizantinii vor replica prin contra-represalii împotriva venețienilor domiciliați în Constantinopol. Războiul între Veneția și Genova se transforma într-un război între Veneția și Bizanț. Căci genovezii se vor retrage, lăsând pe aliați singuri, ei vor încheia cu Veneția în 1299 ,,o pace eternă’’, Bizanțul, care nu avea flotă, se găsea într-o situație precară, trebuind să plătească la presiunile venețienilor în Cornul de Aur sumele cerute. Războiul se încheia în anul 1302 printr-un armistițiu de 10 ani, venețienii văzându-și confirmate vechile lor privilegii comerciale și un anumit număr de noi colonii în Arhipelag. Genovezii au înconjurat Galata cu un zid solid, construind o puternică fortăreață genoveză în fața capitalei bizantine (Căpitanul genovez Benedetto Zaccaria de Phoceea, care era semnalat ca amiral în serviciul regelui Francez Filip al IV-lea și adunase o avere fabuloasă în minele de alaun din Phoceea, a cucerit insula bizantină Chios în 1304. Cele două republici maritime ieșeau din război întărite; Imperiul Bizantin, care s-a lăsat atras în acest război, nu obținea decât pagube și umilințe).
La 21 mai 1294 Andronic II îl asociază la domnie pe fiul său Mihail al IX-lea căruia îi acordă toate prerogativele similare împăratului principal.
Evenimentele cele mai importante și cele mai grave se întâmplau în Asia Mică, unde Imperiul bizantin era lovit cel mai puternic.

## Mercenarii catalani

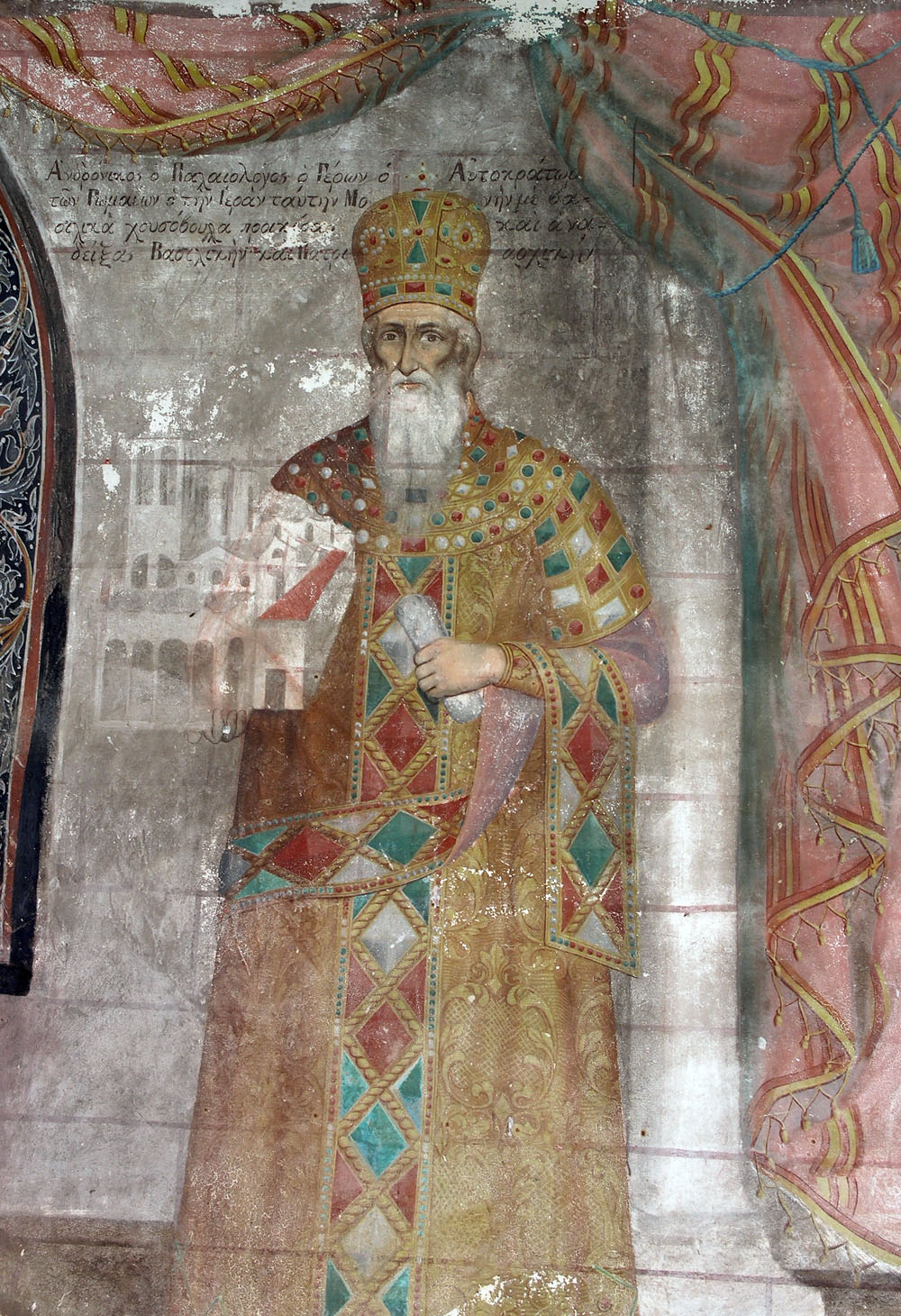
Andronic Paleologul

Armata bizantină, slabă și prost aprovizionată (socotind cu nesăbuință că ar fi mai bine să economisească banii visteriei, Andronic II a redus la minimum mijloacele alocate pentru întreținerea forțelor armate, maritime și terestre), nu era în stare să țină piept incursiunilor turcilor.
Bizanțul se afla în fața catastrofei. Asia Mică, inima teritoriului bizantin, era pierdută pentru totdeauna. Andronic II a contat pe sprijinul alanilor, care i-au cerut instalarea în imperiu pentru a se lupta cu turcii. Conform tratatului soseau 10.000 bărbați, femei și copii, dar rezultatul era negativ. Conduse în Asia Mică de Mihail al IX-lea, împăratul asociat, bandele de alani vor suferi, la prima lor întâlnire cu turcii, o înfrângere grea și se vor retrage precipitat, răzbunându-se pe populația bizantină. Împăratul a hotărât, în aceste condiții, să angajeze de peste hotare un puternic contingent militar, socotind că mercenarii îl vor costa mai ieftin decât organizarea unor trupe proprii. Pe atunci își dobândiseră o faimă răsunătoare în întreaga Europă almugavarii, infanteria grea catalană, ale cărei detașamente, strâns unite printr-o disciplină severă, erau înzestrate cu înalte calități combative. Anume lor li s-a adresat împăratul, promițându-le o răsplată considerabilă pentru servicii. În anul 1303, oastea catalanilor, în frunte cu condotierul Roger de Flor, a sosit la Constantinopol împreună cu 6.500 de oameni. Andronic al II-lea, care-și punea toate speranțele în catalani, le dădea, conform acordului, un avans de soldă pe patru luni, dădea mâna nepoatei sale, Maria Asan, lui Roger, pe care-l numea megaduce ți-i conferea mai târziu demnitatea de cezar. 
La începutul anului 1304, catalanii porneau spre Cyzik și în primăvară spre Philadelphia, asediată de turci. În aceste zone, ei au nimicit, în câteva bătălii, forțe uriașe ale turcilor și hoardele musulmanilor care vlăguite, s-au retras spre est în timp ce Roger de Flor intra ca și învingător în oraș. Însă zgârcitul mai mult păgubește: stâlcindu-i din plin pe ,,osmani’’, Roger de Flor a început, literalmente, să-l terorizeze pe împărat, cerându-i bani și pământuri. De fapt, catalanii își organizaseră un stat independent, pe teritoriul micrasiatic al Imperiului, fără a manifesta câtuși de puțin vreo intenție de a se supune autorităților acestuia, și săvârșeau diverse fărădelegi împotriva grecilor atacând chiar și orașul bizantin Magnesia. Catalanii vot trece în iarna anului 1304-1305 în Gallipoli și trebuiau, în primăvara următoare, să-și reia campania din Asia Mică. Dar tensiunea creștea între guvernarea bizantină și compania catalană. La Constantinopol, iritarea față de acești mercenari aroganți creștea, iar Mihail al IX-lea le era ostil. Catalanii își justificau acțiunile prin neplata soldelor. După asasinarea în palatul lui Mihail al IX-lea, luna aprilie 1305, a neînfricatului șantajist de Flor, care, după spusele lui Gregoras, îi întrecea, în meseria jafului, pe cei mai vestiți tâlhari, între catalani și romei a izbucnit războiul. Armata lui Mihail al IX-lea, compusă din alani și din turci, suferea o grea înfrângere la Apros; moștenitorul tronului fugea la Didymoteichou. Deși almugavarii erau cu puțin mai mulți de trei mii, ei au devastat litoralul european al Propontidei, dar nu s-au mulțumit cu aceasta. Angajându-i ca ajutoare pe turci, catalanii au trecut în Tracia și, în scurt timp, au pustiit până într-atât, încât acolo n-au mai rămas nu numai agricultorii, ci nici pomi fructiferi. 
Dezastrul era cu atât mai mare, cu cât presiunea bulgară era mai amenințătoare în Nord. Bulgaria, care se fragmentase în numeroase regate mici și părea că în ultimii ani ai secolului XIII căzuse în întregime în mâinile tătarilor, reușea, după moartea lui Nogai (1299), să se elibereze de sub dominația tătară și să se îndrepte, în timpul lui Theodor Sviatoslav (1300-1322), către vremuri mult mai bune. Profitând de situația disperată a Imperiului bizantin, țarul bulgarilor cucerea numeroase fortărețe și porturi de la Marea Neagră. Guvernarea bizantină era obligată să accepte aceste pierderi, încheind cu țarul bulgar un tratat de pace prin care îl obliga pe Andronic al II-lea săi acorde țarului bulgar mâna nepoatei sale, Theodora, fiica lui Mihail al IX-lea și să-i cedeze Mesembria și Anchialos ca zestre (1307). Catalanii, după ce jefuiseră Thracia, se instalaseră în toamna anului 1307 în Cassandreia. De aici, ei își vor continua raziile sălbatice. Totodată, asaltul contra Thessalonicului (primăvara 1308) era respins. Prăsind teritoriul Bizanțului, prin 1308, briganzii s-au îndreptat spre Grecia centrală și s-au stabilit pe pământurile ducatului Atenei. Istovit de acest război prostesc, Bizanțul n-a fost în stare să salveze Rhodosul, cucerit, în 1310, de cavalerii ioaniți, și Brussa, răpită de turci
Planurile amtibizantine se conturau din nou. Philip de Tarent, care căuta să-și extindă pozițiile în regiunea Epirului și Albaniei, se alia cu albanezii catolici și intra în posesia orașului Dyrrachion. Dar campania contra Annei, despotul bizantofil al Epirului, nu avera nici un rezultat (1306). Era și mai periculos că Despotul Romaniei și Seniorul regatului Albaniei, cum se numea acum Pfilip de Tarent, era Carol de Valois. Acest prinț fără țară, lucra cu ardoare la resuscitarea planurilor de cucerire ale lui Carol de Anjou și tindea către coroana imperială a constantinopolului pentru ca intre timp se căsătorise cu Catherine de Courtenay. El încheia în anul 1306 un acord cu republica Veneției, care nu putea să reziste tentației de a relua politica celei de a patra cruciade. Acest acord era urmat, în 1308, de un tratat cu regele sârbilor, Milutin, care, înaintea situației Imperiului Bizantin, relua vechea politică de alianță cu puterile occidentale și intra în coaliția antibizantină. Papa Clement al V-lea asigură sprijinul său moral întreprinderii, reînnoind în 1307 anatema contra împăratului bizantin. Carol de Valois găsea complici printre aristocrații Bizanțului. Guvernatorul Thessalonicului, Ioan Monomachos și comandantul sarzilor, Constantin Dukas Limpidaris, se vor declara gata să recunoască pe prințul francez ca senior. Dar, în această situație, cea mai importantă era câștigarea campaniei catalane, care stăpânea situația în Orientul bizantin. În 1308, mandatarul lui Carol, Theobald de Cepoy, debarca în Eubeea cu 11 nave venețiene și se îndrepta spre Cassandreia, unde primea jurământul de fidelitate de la compania catalană.
Fără a ține cont de planurile casei de Valois, catalanii din Cassanderia se îndreptau spre Thessalia. Ea era atunci sub sceptrul lui Ioan al II-lea (1303-1318). Slăbiciunea conducerii și legătura sa cu ducatul franc al Atenei vor da o nouă impulsiune forțelor feudale din Thessalia. Țara era sub stăpânirea marilor seniori feudali. Statul Thessaliei era în agonie. Din puterea impozantă pe care o reprezentase sub sebastocratorul Ioan I nu mai rămăsese decât o amintire vagă. Nu se putea imagina o împotrivire a catalanilor. De-a lungul unui an, compania trăia din produsele bogate ale acestui pământ fertil. Apoi, în primăvara anului 1310, ea intra în Grecia Centrală și se punea în serviciul lui Gauthier al Atenei. Ca și cu bizantinii, catalanii se vor întoarce împotriva francilor, sfârșind printr-un război deschis. La 15 martie 1311, ei vor repurta la Cephissos în Beoția o victorie remarcabilă împotriva forțelor superioare numeric ale dușmanilor lor; ducele Gauthier de Brienneși cea mai mare parte a cavalerilor vor muri în această sângeroasă bătălie. Dominația francă era nimicită la Atena și la Theba și făcea loc unui principat catalan. Atena, care fusese de-a lungul unui secol sub dominația francă, cădea pentru 60 de ani sub dominația catalană.
Ca și tatăl său, Andronic II trăia în pace cu mongolii. Maria, fiica sa, a devenit soția hanului Tokhta
Și funcționarii imperiali își aduceau contribuția la jefuirea țării. Perceperea impozitelor, și așa ridicate, era îngreuiată de numeroase abuzuri și praktorii imperiali, luând cu sine banii din satele și orașele prădate, lăsau acolo niște oameni, care îl urau pe Andronic al II-lea. Gregoras scria că împăratul a găsit de cuviință să mărească dările anuale din partea supușilor săi, ca să folosească, în fiecare an, o parte din ele pentru felurite trebuințe, iar cealaltă parte s-o cheltuiască pe vecinii dușmani și să cumpere cu ea pacea cu aceștia. În cazul acesta, el făcea întocmai ca unul care, vrând să-și facă lupii prieteni, și-ar fi tăiat vinele în mai multe locuri și le-ar fi îngăduit lupilor să-i bea sângele și să se sature. Totodată, lipsa aurului l-a silit pe Andronic II să reducă la jumătate titlul nomismei încă în 1295.

## Detronarea
La bătrânețe, caracterul autocratorului a suferit o schimbare în rău și el a devenit suspicios și crud. Pe fratele său, Constantin, împăratul l-a lăsat să moară în închisoare, iar în anul 1321 a hotărât să-l piardă și pe moștenitorul tronului, viciosul său nepot, Andronic cel Tânăr. Basileul l-a invitat pe acesta din urmă la o recepție și l-a acuzat, în prezența înalților demnitari ai statului, de gravul păcat al neortodoxiei. Lanțurile, în care să fie ferecat tânărul Paleolog, erau deja pregătite, însă, în acest moment, împăratul a fost înștiințat că palatul este înconjurat de soldații unuia dintre prietenii nepotului său-Ioan Cantacuzino, care simțiseră că nu-i lucru curat. Andronic II, un excelent actor, a început a-l îmbrățișa pe moștenitor, vărsând lacrimi și înduplecându-l să se îndrepte, și a transformat scena acuzării într-o scenă de iertare. Autocratorul însă n-a renunțat la speranța de a se răfui cu ruda sa. În zadar a încercat marele logothet Theodor Metochites să-l convingă să pună capăt dezbinării. Din vina bunicului îndărătnic, conflictul dintre cei doi Andronici s-a transformat într-un război civil, care a durat 7 ani. Acest război a adus țara, și așa secătuită, într-o stare cu totul deplorabilă, iar, în 1325, împăratul a fost nevoit, în căutare de resurse, să le vândă negustorilor din Occident o parte din podoabele sale.
În anul 1328, după victoria definitivă a lui Andronic cel Tânăr, Andronic II, care fusese detronat, a fost lăsat în capitală, cu o remunerare mizeră de la visterie. Un an mai târziu, fostul împărat a orbit, iar, peste încă un an, Andronic III l-a silit pe bunicul său să se călugărească, pentru a evita uneltirile din parte acestuia. Înstrăinat am fost de frații mei și străin fiilor maicii mele- se plângea bătrânul Paleolog puținelor sale slugi credincioase cu cuvintele din Psalmul 68. El a murit la 13 februarie 1332, într-o sărăcie extremă, deoarece apucase să împartă puținul pe care îl avea partizanilor săi, căzuți în mizerie, care ajunseseră, sub Andronic III, din bogătași, niște bătrâni dizgrațiați, la fel de inutili ca el însuși.
În timpul domniei lui Andronic II, în 1291, a căzut ultima citadelă a cruciaților din Palestina, cetatea Akra (Saint-jean d’Acre).